# Malachi Richardson
Malachi Richardson (nascido em 5 de janeiro de 1996) é um jogador norte-americano de basquete profissional que atualmente joga pelo Sacramento Kings na National Basketball Association (NBA). Disputou uma temporada pelo Syracuse na universidade. 
Com 1,98 metros de altura, atua na posição de ala-armador.

## Carreira profissional
Sacramento Kings (2016–presente)
Foi selecionado pelo Charlotte Hornets com a vigésima segunda escolha geral do draft da NBA de 2016. Seus direitos foram transferidos para o Sacramento Kings em troca de Marco Belinelli. Em 15 de julho, ele assinou contrato com a equipe.